# Kelo (houtsoort)

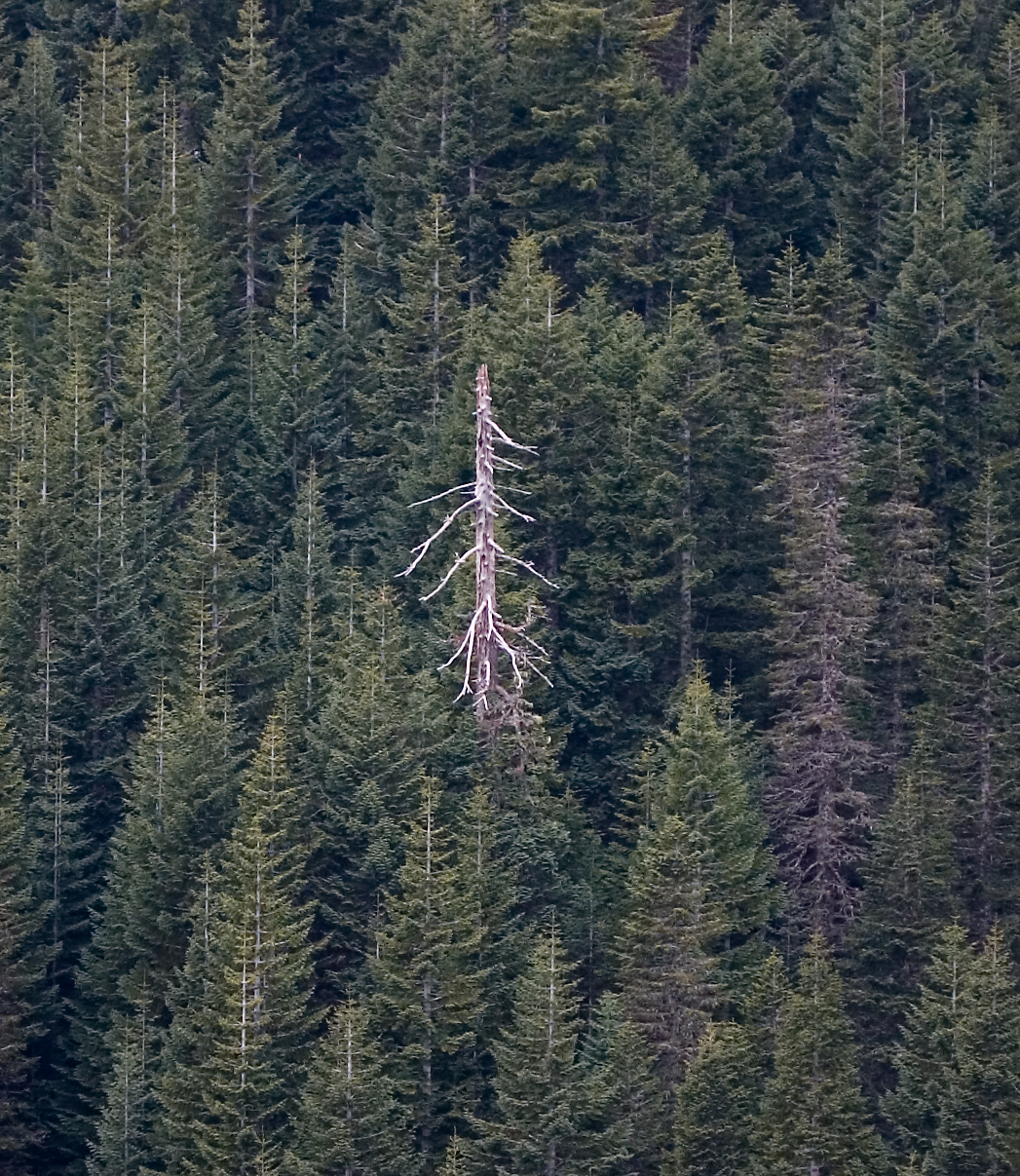
Kelo in een bos.

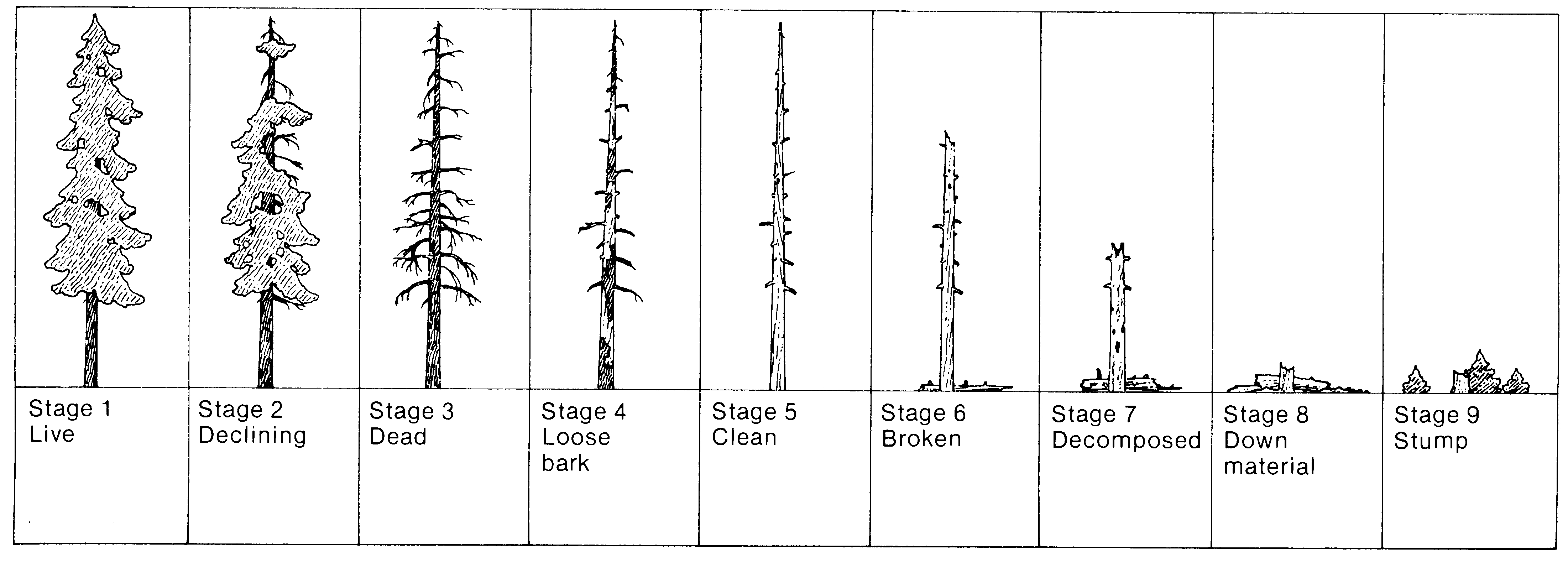
Stappen in het afsterven van bomen

Kelo is een Fins woord, voor materiaal dat wordt gebruikt voor het bouwen van sauna's en blokhutten.

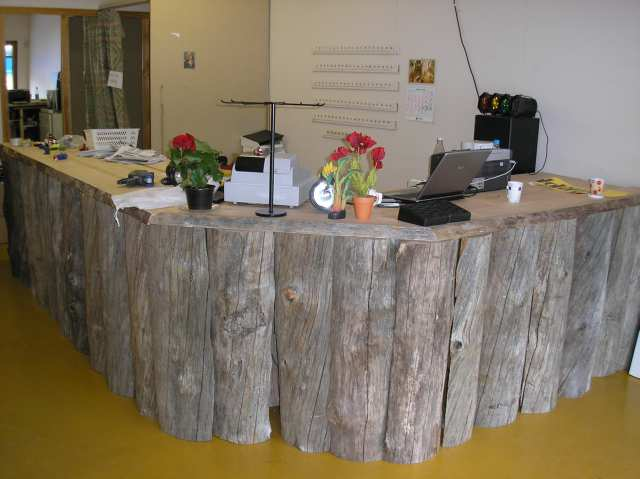
Balie in kelo.

Het gaat om stammen van bomen in de buurt van het noordelijke poolcirkelgebied. Er is daar een kort groeiseizoen, met als gevolg dichte groeiringen, zodat het hout relatief hard is. De bomen zijn na het afsterven jaren blijven staan, waarbij ze hun bast verloren hebben en de buitenkant van het hout uitgespoeld en vergrijsd is. Deze stammen zijn dus vergeleken met 'normaal' hout stabieler en minder kwetsbaar voor aantastingen.